# Deuxième bataille d'Agordat
Pour les articles homonymes, voir Bataille d'Agordat.
Guerre des Mahdistes
Batailles
- Aba
- El Obeid
- Première bataille d'El Teb
- Deuxième bataille d'El Teb
- Tamai
- Trinkitat
- El Eilafun
- Abu Klea
- Abu Kru
- Khartoum
- Kirbekan
- Hashin
- Tofrek
- Ginnis
- Metemma
- Toski
- Agordat
- Barca
- Tokar
- Serobeti
- Agordat
- Kassala
- Gulusit
- 1er Sebderat
- 2e Sebderat
- Mokram
- Tucruf
- Firkat
- Hafir
- Bedden
- Redjaf
- Abu Hamed
- Atbara
- Omdurman
- Fachoda
- Gedaref
- Roseires
- Umm Diwaykarat

La deuxième bataille d'Agordat a eu lieu le 21 décembre 1893 entre les troupes coloniales italiennes et les mahdistes du Soudan.

## Prélude
Défaits lors des batailles d'Agordat et de Serobeti, les Derviches décident d'une grande expédition contre les Italiens afin de venger l'affront qu'ils ont subi. Contrairement au système en usage dans le mahdisme, où une résolution soudaine du calife ou le caprice d'un chef désireux de se faire un nom décidaient souvent d'un moment à l'autre de leurs motivations militaires, cette fois la préparation de l'entreprise contre l'Italie fut très minutieuse.
Le commandement est confié à l'émir de Al-Qadarif, Ahmed Ali, qui concentre tout d'abord à Kassala quelque 10 000 hommes et quelques mitrailleuses, ainsi que quelques centaines de cavaliers ; le concept stratégique ne se limite pas à l'investissement du front italien sur le fleuve Barka, mais à une conquête bien plus importante et lointaine. Il s'agissait ni plus ni moins que d'attaquer Cheren par surprise et, de là, de pénétrer dans Massaoua. Le moment où le général Oreste Baratieri était en Italie et a été choisi pour un projet aussi audacieux. Le colonel Arimondi, dès qu'il en fut informé par le lieutenant Antonio Miani, prit immédiatement toutes les précautions nécessaires : il envoya une autre compagnie de renfort à Agordat, et le lieutenant-colonel Cortese, commandant la zone de Cheren, partit en direction de Barca pour une excursion dans les environs de Mongareb.
En plus de cela, les bandes de la Barca étaient chargées de surveiller la ligne des hauteurs entre Digghè et Mogòlo. Le 11 décembre, des informations sont arrivées indiquant qu'Ahmed Ali était certain d'arriver à Kassala et qu'il était apparemment déterminé à avancer le plus rapidement possible. Le matin même, Arimondi ordonne que toutes les troupes de la garnison de Cheren, deux compagnies indigènes de la garnison d'Asmara et la compagnie détachée à Az Teclesan, soient prêtes à partir. Grâce à ces dispositions, en moins de trois jours, sept compagnies d'infanterie, les deux escadrons, les deux batteries et les trois bandes de la Barca pouvaient être réunis à Agordat ; tandis que les Derviches, étant encore à Kassala, ne pouvaient atteindre Agordat en moins de cinq marches.

### Ordre de bataille italien
Les unités des Troupes Royales Coloniales d'Erythrée sous le commandement d'Arimondi étaient les suivantes:
- IIe Bataillon d'infanterie indigène
- 1re compagnie/IIIe bataillon d'infanterie indigène
- 3e compagnie/IIIe bataillon d'infanterie indigène
- 1ère compagnie/IVe bataillon d'infanterie indigène
- 3e compagnie/IVe bataillon d'infanterie indigène
- 1er escadron de cavalerie indigène 'Asmara
- 2e escadron de cavalerie autochtone 'Cheren
- 1re batterie d'artillerie de montagne indigène
- 2e Batterie d'artillerie de montagne indigène
- Bande irrégulière « Okulè Kusai »
- Bandes irrégulières de Barca
- Génie, unités de santé et de subsistance.

## La bataille
L'émir Ahmed Ali a conduit quelque 10-12 000 hommes de l'est de Kassala à Agordat contre 2 400 àscari et Italiens commandés par le colonel (colonnello) Giuseppe Arimondi. Plus de 1 000 derviches, y compris l'émir, ont été tués dans une lourde défaite,, ce qui a entraîné:
(EN)
"...the first decisive victory yet won by Europeans against the Sudanese revolutionaries..."
(FR)
""... La première victoire décisive jamais remportée par les Européens contre les révolutionnaires soudanais...'"
(Glen St John Barclay, The rise and fall of the new Roman empire : Italy's bid for world power, 1890-1943. Londres, 1973).
En trois heures, les Italiens ont tiré 80 000 coups de fusil et 210 depuis les batteries du fort. Les derviches ont laissé plus de mille morts, mille blessés, disparus et prisonniers, 72 drapeaux, 700 fusils, une mitrailleuse de fabrication anglaise (que les derviches n'ont pas pu utiliser et qu'ils avaient prise aux troupes de Hicks Pacha), de nombreuses vestes médiévales en cotte de mailles, la tente rouge capturée au negus Yohannes IV, une trompette en laiton fabriquée par la firme Pelitti de Milan et deux chameaux chargés de chaînes, le tout devant permettre de vaincre et de capturer la garnison du fort,,. Lorsque la bataille fut terminée, le corps d'Ahmed Ali, criblé de blessures, fut déposé comme un trophée de chasse aux pieds d'Arimondi.
Certains prisonniers derviches ont avoué que le déploiement en ligne adopté par les Italiens les avait surpris, car ils étaient habitués à affronter le carré britannique en concentrant l'attaque en un seul point. Les Italiens ont eu trois officiers tués (le capitaine Forno, le lieutenant Gino Pennazzi et le lieutenant Colmia)[9] et deux blessés, un sous-officier italien tué et un blessé, 104 indigènes tués et 121 blessés. Arimondi a été promu général (generale), Galliano promu major (maggiore) et une médaille d'or pour la valeur militaire, en plus de 12 autres chevaliers, 39 médailles d'argent et 42 médailles de bronze ont été décernées. Le nom "Agordat" a été donné à un croiseur-torpilleur, le Agordat. Un an plus tard, les Italiens ont conquis Kassala (bataille de Kassala).

## Source
- (it) Cet article est partiellement ou en totalité issu de l’article de Wikipédia en italien intitulé « Prima battaglia di Agordat » (voir la liste des auteurs).